# 지천철교
지천철교(枝川鐵橋)는 대한민국의 대구광역시 달성군 다사읍과 경상북도 칠곡군 지천면을 잇는 금호강의 철교이다. 현재 경부선 열차가 이용하는 교량이다. 주변에는 북서쪽에 지천역 방향과 남동쪽에 대구 방천구장이다.